# Jordan (Nova York)
Jordan és una població dels Estats Units a l'estat de Nova York. Segons el cens del 2000 tenia 1.314 habitants.

## Demografia
Segons el cens del 2000, Jordan tenia 1.314 habitants, 499 habitatges, i 336 famílies. La densitat de població era de 437,4 habitants/km².
Dels 499 habitatges en un 41,5% hi vivien nens de menys de 18 anys, en un 48,7% hi vivien parelles casades, en un 13,2% dones solteres, i en un 32,5% no eren unitats familiars. En el 28,5% dels habitatges hi vivien persones soles el 15,8% de les quals corresponia a persones de 65 anys o més que vivien soles. El nombre mitjà de persones vivint en cada habitatge era de 2,63 i el nombre mitjà de persones que vivien en cada família era de 3,25.
Per edats la població es repartia de la següent manera: un 32% tenia menys de 18 anys, un 6,7% entre 18 i 24, un 28,5% entre 25 i 44, un 19,4% de 45 a 60 i un 13,5% 65 anys o més.
L'edat mediana era de 35 anys. Per cada 100 dones de 18 o més anys hi havia 89 homes.
La renda mediana per habitatge era de 34.728 $ i la renda mediana per família de 40.234 $. Els homes tenien una renda mediana de 32.583 $ mentre que les dones 26.250 $. La renda per capita de la població era de 15.844 $. Entorn del 6,3% de les famílies i el 8,5% de la població estaven per davall del llindar de pobresa.